# Sahinovići
Sahinovići är ett samhälle i Bosnien och Hercegovina.   Det ligger i entiteten Republika Srpska, i den centrala delen av landet, 130 km nordväst om huvudstaden Sarajevo. Sahinovići ligger 405 meter över havet och antalet invånare är 107.
Terrängen runt Sahinovići är kuperad, och sluttar norrut. Runt Sahinovići är det ganska tätbefolkat, med 67 invånare per kvadratkilometer.. Närmaste större samhälle är Banja Luka, 14,3 km norr om Sahinovići.
Omgivningarna runt Sahinovići är en mosaik av jordbruksmark och naturlig växtlighet.